# Radar Data Processor
Der Radar Data Processor ist ein schneller Prozessrechner in einem Radargerät, der die Radarsignale für eine Bildschirmanzeige aufbereitet.
In der Radarsignalverarbeitung werden die gewünschten Daten auf der Basis von Dopplerfrequenzverarbeitung und den charakteristischen Amplituden der jeweiligen Videoimpulse von Zielzeichen ermittelt und von Störsignalen wie Rauschen und Festzielen getrennt. In modernen Radargeräten beginnt die Radarsignalverarbeitung bereits nach der Zwischenfrequenzverstärkung mit einer phasenabhängigen Demodulation. In dieser Baugruppe besteht die Zielinformation noch aus Videoimpulsen mit einer Bandbreite von 250 kHz bis 5 MHz. Das bedeutet, dass die Abtastrate bei der Digitalisierung mindestens die doppelte Frequenz, also 500 kHz bis 10 MHz betragen muss. Diese Abtastraten werden auch durch moderne Analog/Digital Converter (ADC) erreicht.
Oft kann der Radar Data Processor auch Steuerungsaufgaben und routinemäßige Systemüberprüfungen (Built-in test equipment) übernehmen.
In älteren Radargeräten (wie z. B. das RRP 117) ist die Steuerung der noch analogen oder mit diskreten digitalen Baugruppen realisierten Radarsignalverarbeitung und die Radar Datenverarbeitung noch in einem Rechner vereint.
In modernen Radargeräten wird eine Trennung zwischen Radarsignalprozessor (RSP) und Radar Data Processor (RDP) vorgenommen. Hier erfüllt der Radarsignalprozessor alle Aufgaben bis zum Punkt der automatischen Zielerkennung und der folgende Radar Data Prozessor verarbeitet die erkannten Zielsignale (Plots) weiter, korreliert sie mit den Antworten aus dem Sekundärradar und mit den Tracks anderer Radargeräte.
In Spitzengeräten kann der Radarsignalprozessor sogar den Verstärkungsfaktor des Empfängers für jede Rangecell einzeln und abhängig vom aktuellen Inhalt einer Clutter-Map regeln. Bei Radarempfängern mit sehr hohen Anforderungen an Linearität und Übersteuerungsfestigkeit wie zum Beispiel in Wetterradargeräten regelt der RSP die Verstärkung des linearen Empfängers aufgrund der Amplitudenmessung des aktuellen Signals in einem Empfangstrakt mit logarithmischen Verstärker.

## Einzelnachweis
1. ↑  Radartutorial Blockschaltbild Wetterradarempfänger, automatische Verstärkungsregelung durch RSP